# Hausbuch (Schloss Wolfegg)
Hausbuch eller Mittelalterlich Hausbuch von Schloss Wolfegg er et i middelalderen skrevet og illustreret manuskript fra omkring 1480, der er fremstillet af flere kunstnere og forfattere, sandsynligvis fra området omkring Mittelrhein i Tyskland. Det behandler forskellige emner, som ifølge forfatterne er nyttig og relevant viden for en adelsmand og familieoverhoved. Manuskriptet er berømt for sine mange livlige illustrationer, der er genstand for diskussioner i teksten under navnet Meister des Hausbuches. Illustrationerne giver et indblik i overgangen mellem senmiddelalderen og renæssancen. Manuskriptet har i flere hundrede år været i Waldburg-Wolfegg-familiens eje og befundet sig på Schloss Wolfegg nær Wolfegg i Oberschwaben, Bayern.
Af de oprindelige 98 pergamentsider i Mittelalterlichen Hausbuchs von Wolfegg er de 63 ark i 9 lag fortsat bevaret. Der er 47 delvist farvelagte illustrationer, der enten måler 25 × 15 cm (hel side) eller 35 × 26 cm (dobbeltsidet), der for en stor dels vedkommende henviser til latinske eller tyske tekster. Siden 1800-tallet har manuskriptet været undersøgt af historikere. Man mener, at manuskriptet har haft mindst tre forskellige forfattere og illustratorer. Korrespondancen mellem den såkaldt Meister des Amsterdamer Kabinetts (Mester af Amsterdam-kabinettet, der er årsag til at den også kaldt Meister des Hausbuchs) har lighed med Großen Kartenspiel som Spillekortsmesteren E. S. fremstillede.
Temaerne i illustrationerne spænder fra to våbenskjold, der fylder hele siden, og astrologiske planeter til adeligt tidsfordriv som ridderturnering, jagt, bade- og kvindehuse og amorøse scener) til tekniske illustrationer i samme tradition som Bellifortis (husholdnings-, håndværks- og krigsredskaber, mineteknologi og militærstrategi). De forskellige dele har forskellige former, kalligrafiske tekster eller rene billedsekvenser.
Det indeholder forskellige sektioner:
1. en metode til huske
2. astrologiske beskrivelser af planeterne
3. illustrationer af badehuse, en borg med voldgrav, en ridderturneing, jagtscener og en kærlighedshave
4. adskillige opskrifter, fra urtemedicin til madopskrifter og farvning af klæde
5. minidrift og metallurgi, hvordan mvurderer guldmønter
6. krigsteknologi, kanoner, belejringsvåben osv.

Forskelligeheden i manuskriptet bruges som argument for, at karakteren af indholdet har ændret sig fra værket blev påbegyndt. De tidligste dele er rigt dekorerede, og tyder på, at man har ønsket at skabe et storslået illustreret værk, men de senere dele er mere simple og har færre illustrationer og en enklere bastarda, der er fremstillet med ønsket om at være mere umiddelbart brugervenligt, som bl.a. passagerne med metallurgi og opskrifter. Andre mener, at værket aldrig er blevet ordenligt færdiggjort, hvilket er årsagen til forskelligeheden.
I 2014 afslørede det arkæologiske frilandsmuseum Middelaldercentret i Danmark en rekonstruktion af en krigsvogn, som museet havde fremstillet i fuld størrelse på baggrund af en illustration i Hausbuch. Vognen er monteret med en kanon og med huller i siderne til yderligere 14 mindre kanoner eller hagebøsser, og den er blevet kaldt verdens første kampvogn.